# Most Pamban
Most Pamban – most kolejowy nad cieśniną Palk w Indiach, łączy miasto Mandapam na kontynencie z wyspą Pamban i miejscowością Rameswaram. Jest to pierwszy zbudowany w Indiach most morski. 

## Historia
Most zbudowano między sierpniem 1911 a grudniem 1913. Został otwarty dla ruchu w lutym 1914 przez Kolej Południowo-Indyjską, co zmieniło układ połączeń promowych w regionie. Wraz z ukończeniem tego mostu promy zaczęto uruchomiać między Dhanushkodi i Thalaimannar na Sri Lance (przed wybudowaniem obiektu ruch pomiędzy Indiami i Sri Lanką był prowadzony przez Tuticorin). Budowę mostu prowadzono pod kierunkiem angielskiego inżyniera kolejowego, J.J. Lewisa, pracującego dla Kolei Południowo-Indyjskiej. 22 grudnia 1964 obiekt został zniszczony przez cyklon i naprawiony w ciągu dwóch miesięcy. Jeszcze przed tym cyklonem zainstalowano na moście anemometr, sygnalizujący niebezpieczeństwo przy prędkości wiatru 64 km/h. W 1965 wymieniono go na nowy, który alarmował obsługę przy prędkości wiatru 48 km/h (później parametr podniesiono do 58 km/h). Budowla znajduje się w strefie monsunów, w związku z czym w niektórych porach roku ruch pociągów wstrzymywany jest stosunkowo często.
Obiekt był jedynym połączeniem Rameswaram z lądem stałym do 1988, kiedy to zbudowano most drogowy, biegnący równolegle do niego.

## Architektura
Most ma 2,25 km długości i 145 przęseł po 12,2 metra oraz dwuskrzydłową podnoszoną część do przepuszczania statków o długości 60,9 metra, do dziś obsługiwaną ręcznie – operacja trwa od 40 do 50 minut. Głębokość wody poniżej mostu podnoszonego wynosi 12 stóp, a kanał nawigacyjny jest znany jako Pamban Pass. Centralną część mostu zaprojektował niemiecki inżynier Scherzer.
Z uwagi na wyeksploatowanie techniczne, planowana jest budowa nowego mostu. Eksperci ustalają na bieżąco wytrzymałość, stabilność i zakres korozji obecnej budowli.
Obok mostu kolejowego stoi most drogowy Pamban Road Bridge z 1988.

## Galeria

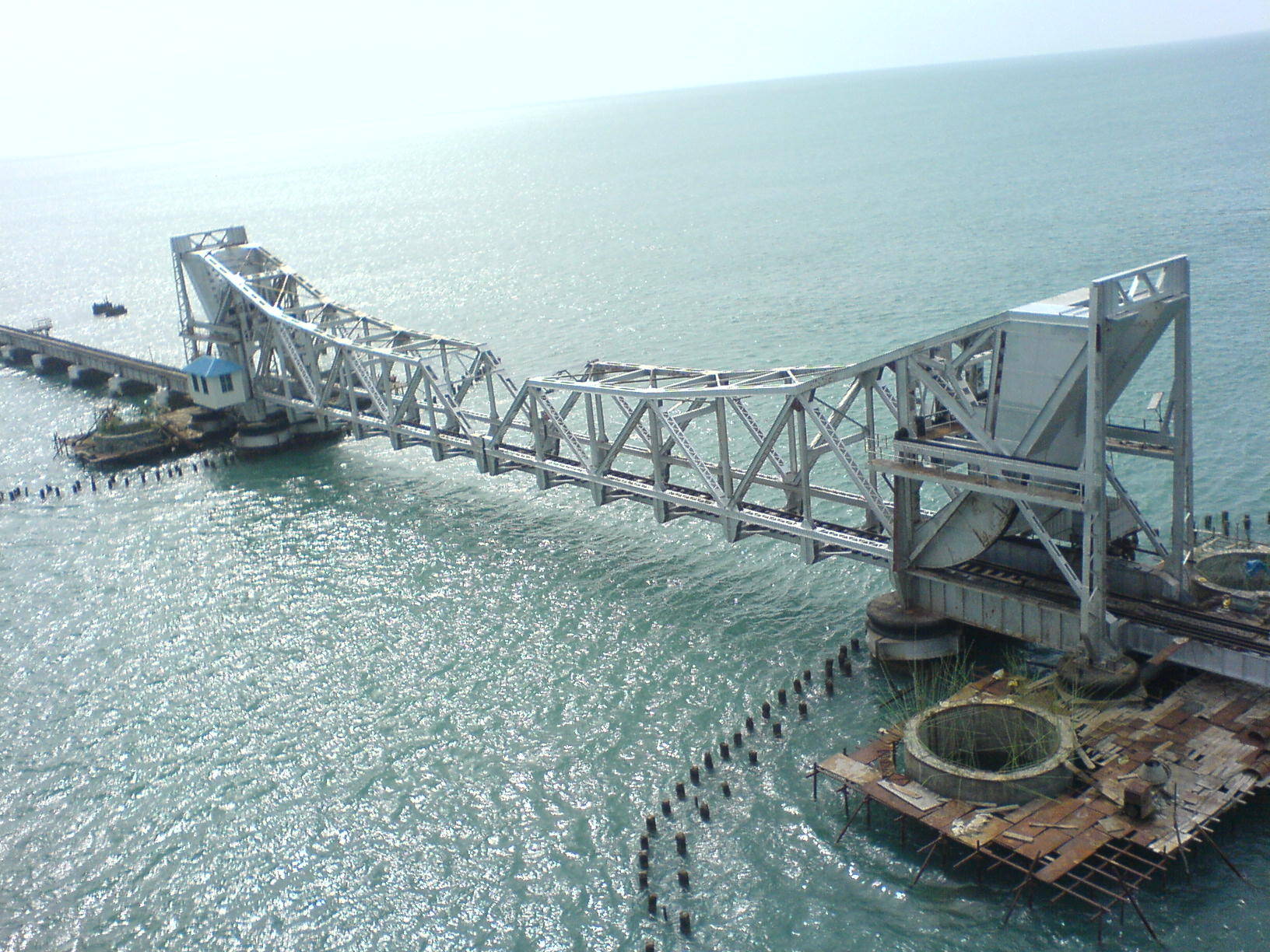
Podnoszona część centralna
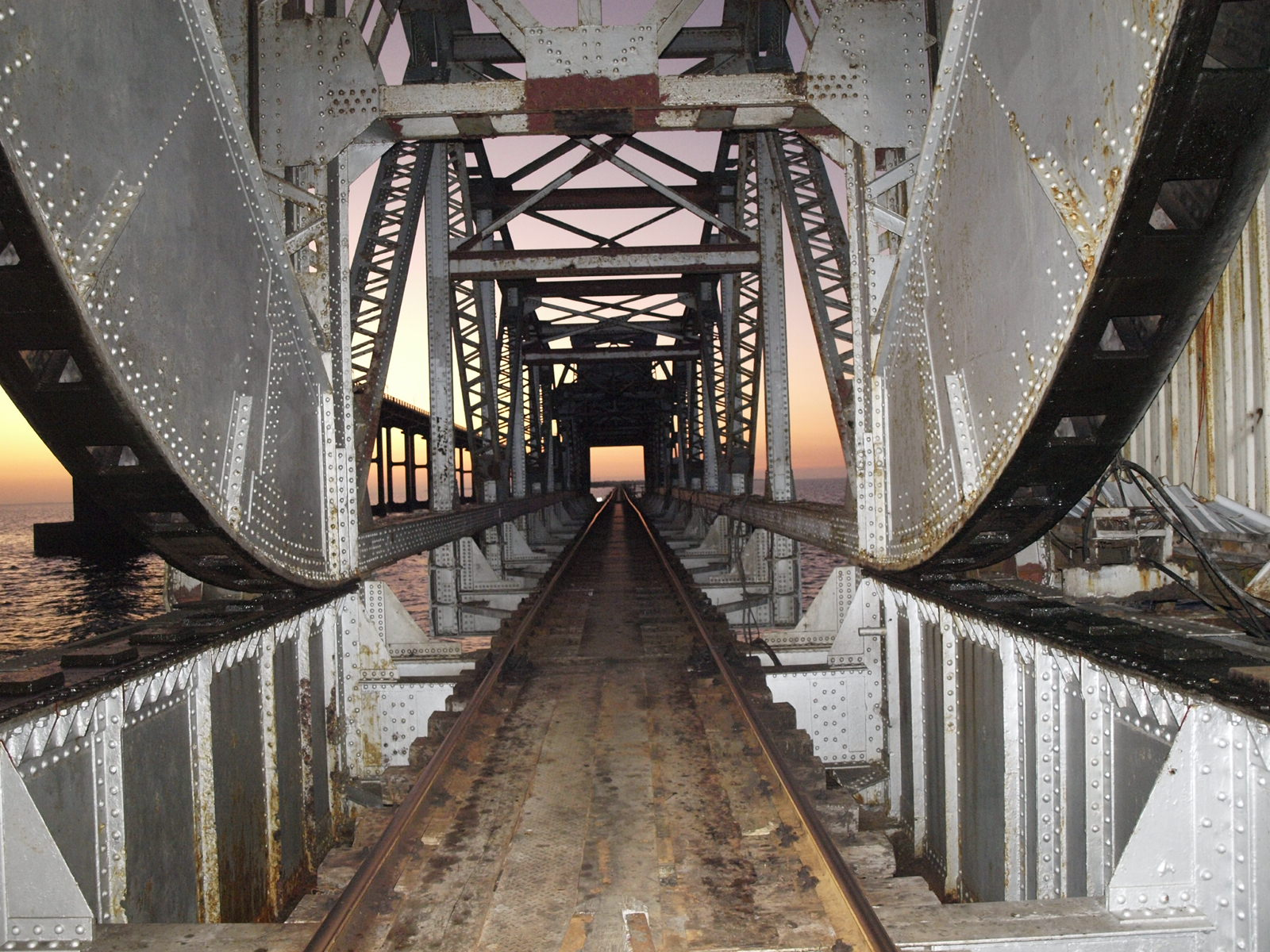
Część centralna
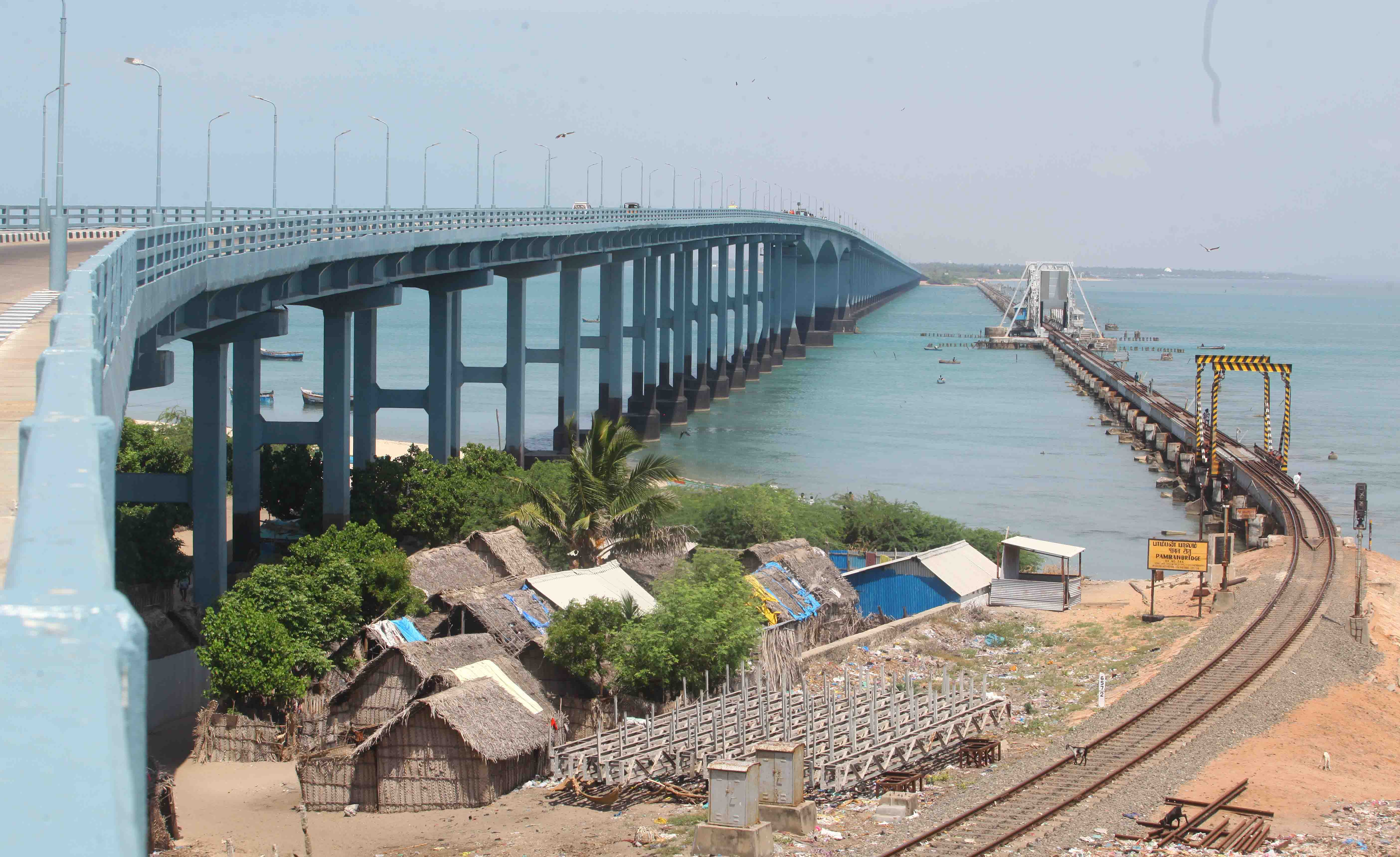
Przyczółek